# Arena Saddle
Arena Saddle är ett bergspass i Antarktis. Det ligger i Östantarktis. Nya Zeeland gör anspråk på området. Arena Saddle ligger 1 876 meter över havet.
Terrängen runt Arena Saddle är varierad. Trakten är obefolkad. Det finns inga samhällen i närheten. 